# Осоевка (Новосибирская область)
Осоевка — исчезнувшая деревня в Венгеровском районе Новосибирской области России. На момент упразднения входила в состав Меньшиковского сельсовета. Исключена из учётных данных в 1996 году.

## География
Располагалась на левом берегу реки Изес, в 5 км к северо-западу от села Меньшиково.

## История
Деревня была основана в 1897 году. В 1928 году состояла из 58 хозяйства. В административном отношении входила в состав Меньшиковского сельсовета Меньшиковского района Барабинского округа Сибирского края.
Решением 24 сессии Новосибирского облсовета от 19.06.1996 г. деревня исключена из учётных данных как фактически не существующая.

## Население
По переписи 1926 г. в деревне проживало 343 человека (170 мужчин и 173 женщины), основное население — украинцы.